# Kettil Ragvaldsson
Kettil Ragvaldsson (Puke) eller Kettil Puke, var en svensk riddare.

## Biografi
Kettil Ragvaldsson (Puke) var son Ragvald Puke och Katarina Karlsdotter (Lejonbalk). Han nämns första gången 1310 och blev 21 juli 1336 riddare vid kung Magnus Erikssons kröning. Kettil Ragvaldsson begravdes i Alvastra kloster.

### Familj
Kettil Ragvaldsson var första gången gift med en okänd kvinna. De fick tillsammans barnen riddaren Jon Kettilsson (Puke), en dotter som var gift med Lyder Ruska, en dotter som var gift med riddaren Jon Nilsson (Rickebyätten), en dotter som var gift med Vämund Nilsson (påfågel) och Sigrid Kettilsdotter som var gift med Johan Gregersson (Malstaätten).
Han gifte sig andra gången med en okänd kvinna. De fick tillsammans barnen Bengt Puke, priorinnan Iliana Kettilsdotter (Puke) vid Skänninge nunnekloster och riddaren, riksrådet och masken Erik Kettilsson (Puke).